# Premier League Snooker 2012
Die PartyPoker.com Premier League Snooker 2012 war ein Snookerturnier, das vom 16. August bis zum 25. November 2012 an verschiedenen Orten in England ausgetragen wurde. 
Turniersieger wurde der Engländer Stuart Bingham durch einen 7:2-Finalerfolg über Judd Trump. Titelverteidiger aus dem Vorjahr war Ronnie O’Sullivan, der in diesem Jahr auf eine Teilnahme verzichtete. 

## Format
Das Turnier wurde mit zehn Spielern und an zehn Orten in England ausgetragen. Gespielt wurden sechs Frames, auch ein Unentschieden war möglich. Die besten vier Spieler der Gruppenphase spielten in der Finalrunde um den Turniersieg im K.-o.-Modus.
Teilnahmeberechtigt waren folgende Spieler:
|    | Spieler        | qualifiziert über                        |
| -- | -------------- | ---------------------------------------- |
| 1  | Mark Selby     | Sieger Shanghai Masters 2011             |
| 2  | Judd Trump     | Sieger UK Championship 2011              |
| 3  | John Higgins   | Wildcard                                 |
| 4  | Shaun Murphy   | Sieger Brazil Masters 2011               |
| 5  | Neil Robertson | Sieger Masters 2012                      |
| 6  | Stephen Lee    | Sieger Players Tour Championship 2011/12 |
| 7  | Ding Junhui    | Sieger Championship League 2012          |
| 8  | Mark Allen     | Sieger Haikou World Open 2012            |
| 9  | Stuart Bingham | Sieger Australian Goldfields Open 2011   |
| 10 | Peter Ebdon    | Sieger China Open 2012                   |

## Preisgeld
- Sieger: 50.000 £
- Finalist: 25.000 £
- Halbfinalisten: 12.500 £
- Framegewinn: 1.000 £
- Century-Break: 1.000 £
- Höchstes Break: 5.000 £
- Maximum-Break: 25.000 £

- Insgesamt: 210.000 £[3]

## Gruppenphase
(50+-Breaks sind in Klammern angegeben; Century-Breaks sind fettgedruckt.)
Alle Spiele, an denen Stephen Lee beteiligt war, wurden aufgrund der vorläufigen Sperre des Spielers ungültig.
Aus diesem Grund haben die Spieler aus Gruppe 2 jeweils ein Spiel weniger als die Spieler aus Gruppe 1 bestritten.
Die beiden besten Spieler jeder Gruppe qualifizierten sich für die Finalrunde.

### Gruppe 1
| Platz | Name           | Frames G-V | Spiele G-U-V | Punkte |
| ----- | -------------- | ---------- | ------------ | ------ |
| 1     | Stuart Bingham | 19-5       | 3-1-0        | 7      |
| 2     | Neil Robertson | 13-11      | 3-0-1        | 6      |
| 3     | Ding Junhui    | 12-12      | 2-0-2        | 4      |
| 4     | Shaun Murphy   | 12-12      | 1-1-2        | 3      |
| 5     | Mark Selby     | 4-20       | 0-0-4        | 0      |

### Gruppe 2
| Platz | Name         | Frames G-V | Spiele G-U-V | Punkte |
| ----- | ------------ | ---------- | ------------ | ------ |
| 1     | Judd Trump   | 11-7       | 2-0-1        | 4      |
| 2     | John Higgins | 10-8       | 2-0-1        | 4      |
| 3     | Peter Ebdon  | 8-10       | 1-0-2        | 2      |
| 4     | Mark Allen   | 7-11       | 1-0-2        | 2      |
| 5     | Stephen Lee  | -          | -            | -      |

### Gruppenspiele
| Datum         | Ort            | Gruppe | Spieler 1      | Ergebnis | Spieler 2      | Framefolge                                                         |
| ------------- | -------------- | ------ | -------------- | -------- | -------------- | ------------------------------------------------------------------ |
| 16. August    | Skegness       | 1      | Ding Junhui    | 4:2      | Shaun Murphy   | 22-(81), 55-54, (82,0), 9-76 (63), 79-11, (64) 72-14               |
| 16. August    | Skegness       | 2      | Judd Trump     | 5:1      | Stephen Lee    | 57–47, (95) 96–0, 63–61, (121)–0, (113)–0, 0–(68)                  |
| 6. September  | Stoke-on-Trent | 1      | Mark Selby     | 1:5      | Neil Robertson | 11–72 (63), 12–64, 16–(72), (61) 87–37, 17–72 (62), 9–71           |
| 6. September  | Stoke-on-Trent | 2      | Stephen Lee    | 1:5      | Peter Ebdon    | 16–73, 56–60, (87) 90–2, 1–(80), 45–(83), 21–(103)                 |
| 13. September | Carlisle       | 1      | Shaun Murphy   | 3:3      | Stuart Bingham | 16–83 (53), (54) 55–(68), 0–105 (59), (88)–51, (58) 97–0, 77–53    |
| 13. September | Carlisle       | 2      | John Higgins   | 4:2      | Mark Allen     | 0–71 (67), 69–34, 67–63, 58–70, (59) 95–39, (52) 76–30             |
| 27. September | Banbury        | 1      | Neil Robertson | 4:2      | Shaun Murphy   | 44–60, 73–58 (53), 0–(111), (70) 82–0, (113) 118–1, (58) 68–29     |
| 27. September | Banbury        | 2      | Mark Allen     | 4:2      | Peter Ebdon    | 34–72, (84) 92–1, (76) 81–30, (50) 75–1, 19–(108), (69)–17         |
| 4. Oktober    | Southampton    | 1      | Stuart Bingham | 4:2      | Ding Junhui    | (75)–24, 79–8, 0–102 (54), 16–(73), (75)–20, (50) 80–37            |
| 4. Oktober    | Southampton    | 2      | Judd Trump     | 4:2      | Peter Ebdon    | 53–60, 62–55, 7–71, (131)–0, (90)–1, 79–4                          |
| 11. Oktober   | Great Malvern  | 1      | Mark Selby     | 2:4      | Ding Junhui    | 27–(96), 27–63, 25–72, 4–94 (79), 73–39, (52) 90–39                |
| 11. Oktober   | Great Malvern  | 2      | John Higgins   | 4:2      | Stephen Lee    | 13–67, 59–38, 1–76, (72)–0, (57) 80–1, 66–62                       |
| 18. Oktober   | Cornwall       | 1      | Neil Robertson | -        | Stuart Bingham | Verschoben auf 25. Oktober.                                        |
| 18. Oktober   | Cornwall       | 2      | Mark Allen     | -        | Stephen Lee    | -                                                                  |
| 25. Oktober   | Guildford      | 1      | Stuart Bingham | 6:0      | Mark Selby     | (52) 65–56, (59) 67–0, (54) 69–0, (128)–1, (122)–1, (50) 57–13     |
| 25. Oktober   | Guildford      | 2      | Judd Trump     | 2:4      | John Higgins   | 79–0, 4–119 (114), 43–70 (52), 24–80, 39–84 (63), (78) 83–27       |
| 25. Oktober   | Guildford      | 1      | Stuart Bingham | 6:0      | Neil Robertson | (135) 139–0, 77–33, 75–66 (66), (127)–0, 61–20, (92)–0             |
| 8. November   | Doncaster      | 1      | Mark Selby     | 1:5      | Shaun Murphy   | 6–(86), 81–1, 0–97, 22–72 (55), 0–(116), 0–(81)                    |
| 8. November   | Doncaster      | 2      | Judd Trump     | 5:1      | Mark Allen     | 102–0, 40–74 (60), (76)–0, 81–0, (76)–54, 77–48                    |
| 15. November  | Durham         | 2      | John Higgins   | 2:4      | Peter Ebdon    | 29–66, (125) 130–1, (133)–0, 1–87 (75), 11–68 (61), 47–(81)        |
| 15. November  | Durham         | 1      | Neil Robertson | 4:2      | Ding Junhui    | (71)–72 (53), 5–102 (95), 62–(59), (70) 83–26, 77–22, (51) 67–(57) |

## Finalrunde
|  | Halbfinale (Best of 9) 24. November 2012 Grimsby | Halbfinale (Best of 9) 24. November 2012 Grimsby |                   |            | Finale (Best of 13) 25. November 2012 Grimsby | Finale (Best of 13) 25. November 2012 Grimsby |
|  |                                                  |                                                  |                   |            |                                               |                                               |
|  |                                                  |                                                  |                   |            |                                               |                                               |
|  | Stuart Bingham*                                  | 5                                                |                   |            |                                               |                                               |
|  | John Higgins                                     | 4                                                |                   |            |                                               |                                               |
|  |                                                  |                                                  | Stuart Bingham*** | 7          |                                               |                                               |
|  |                                                  |                                                  |                   | Judd Trump | 2                                             |                                               |
|  | Judd Trump**                                     | 5                                                |                   |            |                                               |                                               |
|  | Neil Robertson                                   | 4                                                |                   |            |                                               |                                               |
|  |                                                  |                                                  |                   |            |                                               |                                               |

* 71:13, 74:44, 22:94 (58), 0:81 (81), 132:0 (117), 52:65, 50:76 (50, 76), 74:8 (74), 71:34 (57)
** 65:77 (R 55), 14:68, 54:15, 0:87, 60:58, 81:0, 56:29, 45:78 (58), 71:16
*** 7:83 (83), 82:0 (82), 100:8 (100), 76:33, 116:9 (55, 53), 74:5 (61), 0:101 (101), 115:9 (71), 58:54

## Century-Breaks
| Stuart Bingham 135, 128, 127, 122, 117, 100 |
| John Higgins 133, 124, 114                  |
| Judd Trump 131, 121, 113, 101               |
| Shaun Murphy 116, 111                       |
| Neil Robertson 113                          |
| Peter Ebdon 108, 103                        |